# 클리셰

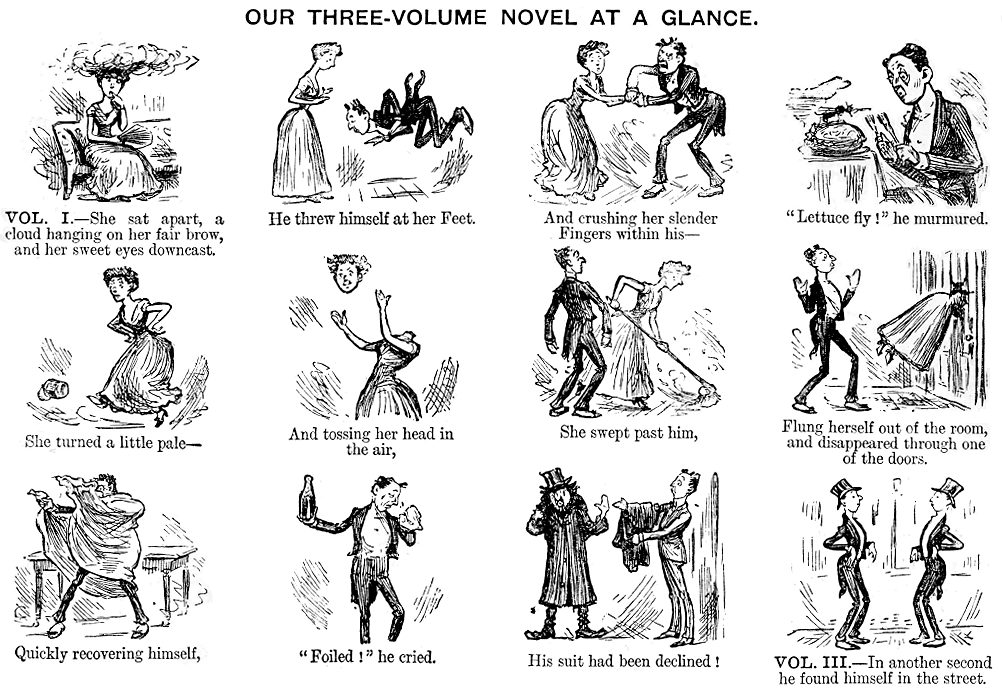

클리셰(프랑스어: cliché, 발음: [klɪ'ʃe])는 남용의 결과, 의도된 힘이나 새로움이 없어진 진부한 상투구, 상투어·표현·개념을 가리키며 상황, 줄거리의 기법, 주제, 성격 묘사, 수사법 등 흔히 있던 것이 되어 버린 대상(요약하면, 기호학의 사인)에도 적용된다. 부정적인 문맥으로 사용되는 것이 많다. 드라마에서 관례처럼 빈번하게 사용되는 진부한 줄거리 또는 진부한 연출 등에도 쓰인다.

## 식별
새로움, 또는 그 표현의 사용 빈도는 때와 장소에 따라 여러 가지이기 때문에 그것이 클리셰인지 어떤지는 사용하는 사람, 사용되는 문맥, 판단을 내리는 사람에게 크게 의존한다. 클리셰의 의미는 시대에 의해서 변화하여 혼란하거나 사용되지 않는 것도 많다. 어느 기법이 클리셰를 사용하고 있으면, 그것은 작자가 독창적인 착상이 다해 상상력이 부족하여 클리셰에 도움을 요구했다고 해석되는 것이 많다. 클리셰는 창조적인 기법과 관련해서는 거의 항상 부정적인 요소이기 때문이다. 다만, 희극에서는 예외적으로 클리셰적인 상황이 유머로 인식된다.

## 같이 보기
- 원형
- 관용구
- 직유
- 상투적 인물
- 연판
- 역할어